# Christoph Hafer
Christoph Hafer (née le 14 avril 1992 à Bad Aibling) est une bobeur allemand.

## Palmarès

### Jeux olympiques
- : médaillé de bronze en bob à deux aux Jeux olympiques d'hiver de 2022 à Pékin  Chine.

### Coupe du monde
- 5 podiums  : 
  - en bob à 2 : 1 deuxième place et 1 troisième place.
  - en bob à 4 : 1 deuxième place et 2 troisièmes places.